# St. Ägidien (Rautheim)
Koordinaten: 52° 14′ 25,8″ N, 10° 35′ 3,3″ O
St. Ägidien ist eine Saalkirche aus dem 12. Jahrhundert in romanischer Bauweise im Braunschweiger Stadtteil Rautheim. Die Pfarrkirche gehört zum Pfarrverband Braunschweiger Süden der Propstei Braunschweig in der Evangelisch-lutherischen Landeskirche in Braunschweig. Der zugehörige Friedhof befindet sich im Südwesten der Ortschaft.

## Geschichte
Im Jahre 1150 erhielt die Ortschaft Rautheim eine eigene Kirche, diese wurde durch den Abt Goswin von St. Ägidien ursprünglich wohl als Filialkirche von St. Magni in Braunschweig gegründet. Nach der Fertigstellung wurde sie von Bischof Ulrich von Halberstadt geweiht und erhielt 1158 durch den Abt Heinrich zu St. Ägidien das Tauf- und Begräbnisrecht, wodurch sie sich von der Mutterkirche löste. Das braunschweigische Kloster St. Ägidien war von Gertrud der Jüngeren von Braunschweig gestiftet und am 1. September 1115, am Tag des Heiligen Ägidius, des Schutzpatrons des Klosters, der Jungfrau Maria geweiht worden. 1179 wurden die Besitzrechte des Aegidienklosters zu Braunschweig über einen Klosterhof und eine Kirche zu Rautheim durch Papst Alexander III. bestätigt.
Da Rautheim sich östlich der Oker befindet, gehörte die Kirche zu jener Zeit zum Bistum Halberstadt.

## Baubeschreibung
Der Gebäudekomplex besteht aus einem rechteckigen Turm, der quer zum Langhaus mit dem Chor angeordnet ist. Der älteste Bestandteil ist der Turm, der nach Hahne und Wilhelm Bornstedt vormals als Wehrturm diente, denn Rautheim befand sich bis um das Jahr 1400 nahe der so genannten Braunschweiger Landwehr. Die Kirche wurde auf einer Anhöhe auf dem Ackerberg errichtet, das nordwestliche Gelände gehörte zu einem Außenhof des Klosters St. Ägidien. Papst Alexander III. bestätigte im Jahre 1179 dem Aegidienkloster den Besitz an der Kirche und dem dazugehörigen Grund und Boden, wodurch es zu einem herzoglichen Kirchenpatronat wurde. Später wurde an der Südseite des Langhauses eine Vorhalle angebaut, die bis ins 20. Jahrhundert als Leichenhaus genutzt wurde. Jeder Gebäudeteil besitzt ein Satteldach, das mit roten Ziegeln gedeckt ist.
1413 wurden die Mauern des Kirchenschiffs nach Osten hin verlängert, das dreifache Spitzbogenfenster an der Ostwand stammt vermutlich aus dieser Zeit, während die übrigen Fenster erst später hinzukamen. 1962 bis 1964 wurden umfangreiche Renovierungsarbeiten durchgeführt.
Der Turm weist nach Süden hin eine romanisch doppelte rundbogige Schallöffnung auf, der Zugang zur Kirche erfolgt durch die Vorhalle. Im Innenraum ist das Kirchenschiff durch einen großen Bogen vom Chor und durch eine Mauer mit Spitzbogen vom Turm getrennt.

## Innenraum
Im linken Bereich des Chorbogens befindet sich die hölzerne Kanzel, die mit Schnitzereien verziert und durch ionische Säulen unterteilt ist. Darauf befinden sich farbige Ölbilder der vier Evangelisten; Matthäus mit dem geflügelten Menschen, Markus mit seinem Löwen, Lukas mit dem Stier und Johannes mit dem Adler.
Der Altar besitzt einen barocken Aufsatz, der wie die Kanzel aus der ersten Hälfte des 17. Jahrhunderts stammt und aus reich verzierten farbigen Holzschnitzereien besteht. An ihm befinden sich sechs Figuren: Oben auf der Brüstung Johannes der Täufer und Jesus, zwischen ihnen Aaron und Mose, die jeweils durch zwei kleine Säulen eingerahmt sind, und unten Petrus und Paulus. In der Oberstaffel befindet sich ein Ölgemälde, das Jesus am Ölberg kniend, einen Engel und die drei schlafenden Jünger Petrus, Jakobus und Johannes zeigt.
In der Kirche befindet sich eine Grabplatte des Pfarrers Paul Gering (1620–1655). Eine weitere Grabplatte des Pastors Johann Rudolf Friedrich Krüger befindet sich in der Leichenhalle.

## Glocken und Orgel
Die erste Glocke, die 1681 Erwähnung findet, wurde von der Glockengießerei Heiso Meyer in Wolfenbüttel hergestellt. Der Turm hat insgesamt zwei Glocken. Die Glocken aus dem Jahr 1894 wurden teilweise in beiden Weltkriegen eingeschmolzen. 1960/61 wurde durch die Kirchengemeinde Geld für eine zweite große Glocke gesammelt, die am 4. Advent 1962 eingeweiht wurde.
Schon im Jahre 1749 wurde der Wunsch nach einer Orgel geäußert, jedoch wurde sie erst 1885/86 von der Fa. Gustav Sander aus Braunschweig angefertigt. Diese Orgel befand sich bis 1935 im unteren Bereich des Kirchenschiffes und wurde nach dem Einbau der Empore an die westliche Turmwand verlegt. Diese Orgel wurde nach der letzten Renovierung 1964 durch eine neue ersetzt. Bei der aktuellen Orgel handelt es sich um eine Orgel von Friedrich Weißenborn mit 13 Registern aus dem Jahr 1968. Diese wurde von Mai 2010 bis Oktober 2011 generalüberholt und umdisponiert.

## Pastoren
Die Pastoren der Kirchengemeinde Rautheim seit 1542
| Zeitraum  | Name                             |
| --------- | -------------------------------- |
| 1542      | Lüder Lüders                     |
| 1568      | Bernhard Kröggelkamp             |
| 1569–1587 | Johann von der Brügge            |
| 1587–1614 | Johann Olfe                      |
| 1614–1619 | Levin Olfe                       |
| 1620–1655 | Paul Gerding                     |
| 1656–1688 | Johann Lorenz Francke            |
| 1688–1727 | Franz Hermann Francke            |
| 1727–1741 | Philipp Ludwig Ziegenmeyer       |
| 1742–1756 | Johann Rudolf Friedrich Krüger   |
| 1757–1766 | Franz Heinrich Haase             |
| 1767–1786 | Johann Paul Metzel               |
| 1787–1795 | Johann Friedrich Warnecke        |
| 1795–1806 | Georg Ludwig Heinrich Jenner     |
| 1806–1828 | Johann Julius Janosch            |
| 1828–1877 | Johann Ernst Friedrich Schreiber |

| Zeitraum  | Name                                       |
| --------- | ------------------------------------------ |
| 1877–1878 | vakant                                     |
| 1878      | Hermann Gustav Ludwig Emil Hausdörffer     |
| 1878–1880 | vakant                                     |
| 1880–1884 | Louis Wilhelm Ferdinand Albert Faber       |
| 1885–1890 | Christian Dietrich Gustav Fischer          |
| 1890–1898 | Hermann Christian Dietrich Hägerbäumer     |
| 1898–1930 | Carl Heinrich Eberhard Ramke               |
| 1931–1970 | Karl Georg Friedrich Wilhelm Martin Seebaß |
| 1970–1992 | Joachim Berger                             |
| 1992–2000 | Axel Lang                                  |
| 2001–2012 | Tillmann Mischke                           |
| 2013–2014 | vakant                                     |
| 2014–2016 | Andreas Widlowski                          |
| 2016–2017 | vakant                                     |
| 2017      | Dorit Christ                               |